# La Tercia del Camino
La Tercia del Camino (oficialmente La Tercia del Camino de Argüello) fue una comarca tradicional del norte de la provincia de León en España, en concreto de la parte central de la cordillera Cantábrica, que conforma junto con La Mediana de Argüello y Valdelugueros, la Hermandad de los Argüellos. Se extiende a lo largo de un gran valle. 
Estaba formada por el actual ayuntamiento de Villamanín, aunque durante muchos años tuvo su sede en Rodiezmo de la Tercia.
En la comarca de La Tercia, el paisaje es el típico de un valle de la montaña de León,  bañada de norte a sur por el río Bernesga, que nace en las cercanías del puerto de Pajares, siendo su principal afluente el río Rodiezmo que vierte sus aguas en las cercanías del pueblo de Ventosilla de la Tercia.
Su cumbre montañosa más conocida es el Pico Fontún (1948 m), destacando también la sierra de Peñalaza, el Pico Currillos y su máxima altura, Brañacaballos o Pico Millaró que eleva hacia el cielo sus 2181 m. 
Sus habitantes se dedicaron principalmente a la ganadería y a la minería.

## Historia

### Edad Media
El primitivo nombre de la región fue Arbolio y así consta en documentos del siglo IX d. C. Es hasta ahora el documento escrito más antiguo que lo menciona una carta del rey Alfonso III donde se sitúa «in foris montis, in Arbolio, busto quo dicitur Fontum»

### Edad Moderna
En una Real Provisión de 1698 se dice que se venían repartiendo los servicios ordinarios y extraordinarios á los concejos de La Mediana y La Tercia de la siguiente manera:

En consideración de setenta y dos vecinos pecheros que tenían el año de 1591 que se hicieron las últimas averiguaciones de la vecindad del Reino. De los dichos veintinueve lugares, eran diez y siete del concejo de la Mediana, que tenia sesenta y cinco pecheros, y los doce lugares restantes, del concejo de la Tercia, que tenia siete vecinos pecheros. Resultando  que el dicho concejo de la Tercia del Camino está dado por libre de la contribución del servicio de Milicias, por ser todos sus vecinos hijosdalgo, y así iba prevenido en el repartimiento que para esta contribución se remitió año por año [...] y así mismo el concejo de la Mediana de Argüello, por despacho de diez de Septiembre del año 1692, declarado que en adelante no se le hiciese ningún repartimiento por esta razón, si no es caso que admitiesen algún vecino pechero [y] que no se había podido aclarar lo que tocaba pagar á cada uno, del repartimiento que se hacia á los dichos concejos de la Mediana y de la Tercia, del dicho servicio ordinario y extraordinario ni lo que á cada concejo le podía corresponder, por estar hecho cargo á ambos concejos y lo abonado por pagado en la misma forma. [...] Y con lo que sobre todo dijo el Fiscal de mi Real Hacienda, á quien se cometió para que lo viese, fué acordado que se diese esta mi carta para vos (el superintendente de las rentas reales de la ciudad de León), por la cual os mando que siendo con ella requerido por parte de dicho concejo de la Tercia del Camino, en lo adelante y mientras no constate haber vecinos pecheros en dicho concejo, no cobréis ni consintáis se cobre del por razón de dicho servicio ordinario y extraordinario.

En la reforma de las ordenanzas de Cármenes de 1788, Elías López Moran habla de que se trataba a la localidad de Argüellos de Pobladura con gran respeto por todos los argollanos ya que, habla de ella como la casa madre de La Tercia del Camino, donde aparecía escrito este especial trato «por haber sido casa antigua» 

### Edad Contemporánea
En 1915, la Compañía Minera abrirá nuevos hoyos en el calle situado entre Villanueva de Pontedo y Cármenes y en 1927 se construyó en Villamanín una línea de baldes para llevar el mineral hasta Golpejar de la Tercia, donde se construyó un gran complejo de molienda del mineral. Con la cancelación de este proyecto con el estallido de la guerra, los vecinos de la localidad cercana tomaron los elementos de la maquinaria para rehacer sus casas.

#### Guerra Civil

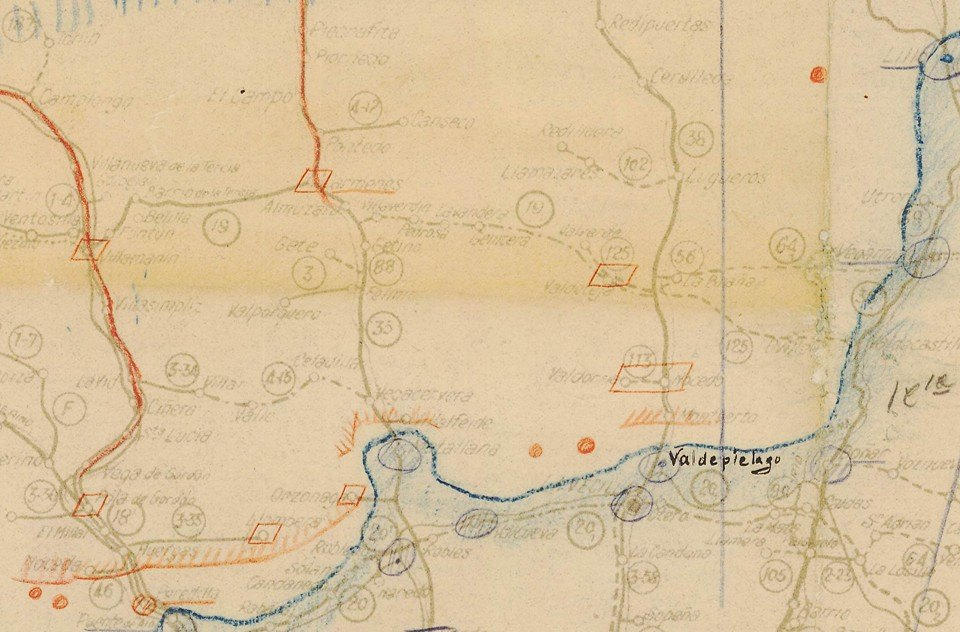
Mapa de los frentes de la guerra civil española en la montaña de los Argüellos.

Entre febrero y marzo de 1937, la comarca de Los Argüellos se vio sumida en una profunda crisis sufrida por este conflicto. Comenzó esta región estando en el bando republicano por estar cercano a la línea asturiana de este mismo grupo. Así, por la llegada de los Regulares Moros del Bando Nacional en octubre de ese mismo año,  los republicanos huyeron hacia el norte y se llevaría a cabo la ofensiva final, la cual conllevaría la quema de todas las casas de la comarca, principalmente de la mano de los anarquistas

#### Periodo de postguerra
A partir de 1941, Regiones Devastadas había enfocado especialmente la reconstrucción del territorio sobre Villamanín por su ubicación estratégica para el ferrocarril de RENFE, para la construcción de la carretera Carretera a Asturias y todos los efectos sociales que ello conlleva, y en menor medida sobre Rodiezmo, la capital, motivo por el cual en este año comenzaron los trámites para el cambio de la capitalidad del municipio. Primeramente se le llamaría Rodiezmo-Villamanín hasta que, finalmente, en 1975 se concede el cambio de denominación del municipio, por Circular firmada por el gobernador civil, Francisco Laína García.

## Municipios
| Municipios | Denominación en Leonés | Habitantes (2013) | Superficie (km²) | Densidad (hab/km²) |
| Villamanín | Villamanín             | 1.087             | 176,25           | 6,17               |
|            | Total                  | 1.087             | 176,25           | 6,17               |
| ---------- | ---------------------- | ----------------- | ---------------- | ------------------ |